# Трошин, Сергей Михайлович
Сергей Михайлович Трошин  (укр. Сергій Михайлович Трошин; род. 1963) — лётчик-испытатель 1 класса государственного предприятия «Антонов», г. Киев. Герой Украины (2011).

## Биография
Родился 15 мая 1963 года.
Проводил испытания ближнемагистрального пассажирского самолёта «Ан-148» в Авиационный научно-технический комплекс им. О. К. Антонова (КБ Антонов), совершил более 500 вылетов. 
Входит в состав лётных инспекторов Минпромполитики Украины.
Является прихожанином Храма Святого Феодосия Черниговского.

## Награды
- Герой Украины (с вручением ордена «Золотая Звезда») (23 августа 2011 года) — за выдающийся личный вклад в развитие отечественного самолётостроения, мужество и героизм, проявленные при проведении лётных испытаний новой авиационной техники[4].
- Орден «За заслуги» II степени (27 августа 2009 года) — за весомый личный вклад в развитие отечественного самолетостроения, внедрение высокоэффективных форм хозяйствования при создании современных конкурентоспособных самолетов, повышение международного авторитета Украины[5].
- Орден «За заслуги» III степени (7 февраля 2006 года) — за значительный личный вклад в развитие отечественного самолетостроения, весомые трудовые достижения в создании и внедрении авиационной техники, высокое профессиональное мастерство[6].